# Taifa de Tortosa
A taifa de Tortosa foi uma taifa ou estado muçulmano medieval na Península Ibérica. Sua capital era a cidade de Turtusha, atual Tortosa (Espanha). Sua aparição aconteceu, a partir da cora existente, com o desaparecimento do Califado de Córdova.

## História
Tortosa foi ocupada pelos muçulmanos em 714. Inicialmente, a taifa foi governada pelo amirita Labibe Alamiri Alfatá. Em 1061 passou a estar sob o poder de Amade Almoctadir, rei da Taifa de Saragoça, e posteriormente passou ser governada por Almondir Imade Adaulá, emir da Taifa de Játiva. No século XII passou às mãos dos almorávidas. A cidade foi tomada em 1148 por Raimundo Berengário IV de Barcelona.